# Hans Danelius

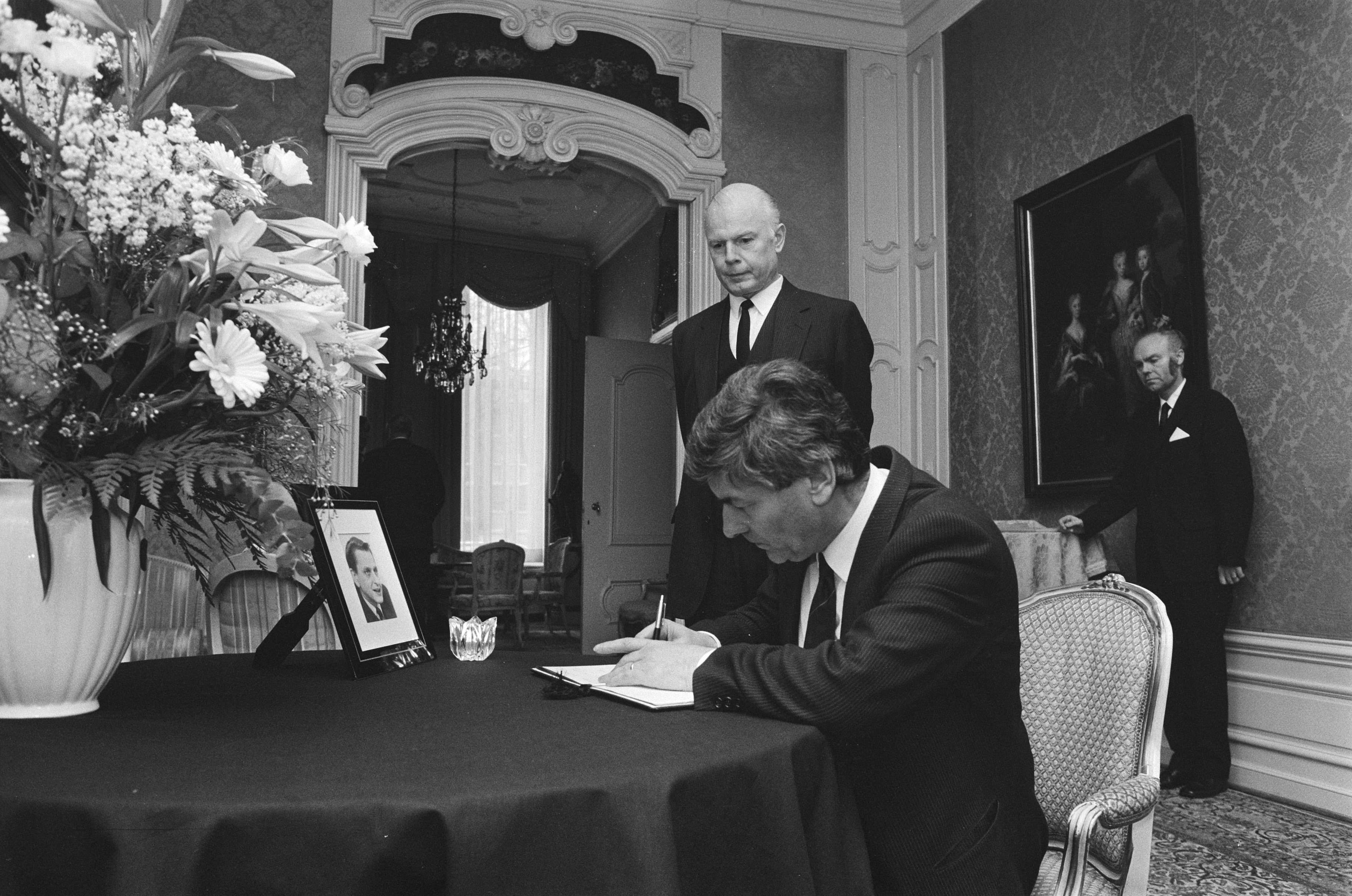
Hans Danelius med den holländske premiärministern Lubbers på ambassaden efter Palmemordet 1986.

Hans Carl Yngve Danelius, född 2 april 1934 i Stockholm, död 20 september 2019, var en svensk jurist, ämbetsman och ambassadör.
Hans Danelius blev juris kandidat vid Stockholms högskola 1955 och gjorde tingstjänstgöring 1957–1960. Därefter blev han fiskal i Svea hovrätt 1961 och var tillförordnad byrådirektör där 1962–1964. Han arbetade vid Europarådets kommission för de mänskliga rättigheterna i Strasbourg 1964–1967, utnämndes till assessor i Svea hovrätt 1968 och var sakkunnig i Justitiedepartementet 1968–1971. Danelius blev utrikesråd och chef för rättsavdelningen på Utrikesdepartementet 1975 och var rättschef på UD 1976–1984. Han fick ambassadörs ställning 1977 och var sändebud i Haag 1984–1988. Hans Danelius var justitieråd i Högsta domstolen 1988–2001. Därefter var han ordförande för Lagrådet 2001–2003.
Hans Danelius var ledamot av den svenska delegationen till FN:s generalförsamling 1972–1974 och 1979–1983 samt till FN:s 3:e havsrättskonferens 1976–1982, där han var ordförande för den svenska delegationen 1977–1982. Han var ombud för Sverige vid FN:s kommission för de mänskliga rättigheterna 1977–1979. Hans Danelius var vidare ordförande i den svenska delegationen till fiskerikommissionen för Östersjön 1976–1984 och ordförande för fiskerikommissionen 1982–1984. Han var 1974–1984 ordförande för flera internationella förhandlingar rörande fiske och havsgränser. Danelius var  styrelseordförande i FN:s fond för tortyroffer 1983–1988. Han utsågs 1982 till ledamot i Permanenta skiljedomstolen i Haag, 1983 till ledamot i Europarådets kommission för de mänskliga rättigheterna och 1995 till ledamot i OSSE:s skiljedomstol.
Han blev 1962 biträdande redaktionssekreterare vid Svensk Juristtidning och redaktionssekreterare 1967. Danelius var redaktör för Svensk Juristtidning 1973–1984.
Hans Danelius utnämndes 1988 till juris hedersdoktor vid Stockholms universitet. Han erhöll Illis Quorum av åttonde storleken 1999. Danelius var gift med Hannah Danelius (1935-2024) och bosatt i Södra Ängby, Stockholm. De fick fyra barn tillsammans.